# Prästabonnaskogen
Prästabonnaskogen är ett naturreservat i Höörs kommun i Skåne län.
Området är naturskyddat sedan 2015 och är 42 hektar stort. Det består främst av ädellövskog med delar som är över 150 år gammal. I östra delen av reservatet finns en lövsumpskog med ask, al och glasbjörk.
Det planeras för en damm och en översilningsmark som lekplats för fisk, bland annat gädda, i de västligaste delarna.